# 七號鎮區 (內布拉斯加州華盛頓縣)
七號鎮區（英語：Township 7）是位於美國內布拉斯加州華盛頓縣的一個行政鎮區。

## 地方資料
七號鎮區的面積為159.39平方千米，當中陸地面積為158.50平方千米，而水域面積為0.89平方千米。根據2020年美國人口普查的數據，當地共有人口2711人，而人口密度為每平方千米17.01人。